# Jade Thirlwall
Jade Amelia Thirlwall (South Shields, 26 de dezembro de 1992) é uma cantora, compositora, empresária e ativista britânica. Ela é mais conhecida por ser integrante do grupo feminino Little Mix. Jade ascendeu à fama após ganhar a oitava temporada do talent show The X Factor no canal de televisão ITV. Ao lado do grupo Thirlwall conseguiu seis números um na UK Singles Charts, Cannonball (2011), Wishing on a Star (2011), Wings (2012), Black Magic (2015), Shout Out To My Ex (2016) - ficando por três semanas consecutivas no topo das paradas do Reino Unido - e Sweet Melody (2021) lançando uma série de 6 álbuns de estúdio certificados como platina dentre eles estão DNA (2012), Salute (2013), Get Weird (2015), Glory Days (2016), LM5 (2018) e Confetti (2020).
Com o grupo a cantora venceu três Brit Awards, o primeiro sendo Melhor Música Britânica em 2017 (Shout Out to My Ex), Melhor Vídeo Britânico com Woman Like Me em fevereiro de 2018, sendo terceiro o prêmio de Melhor Grupo Britânico - fazendo história na premiação tornando-se o primeiro grupo feminino a conseguir tal feito em mais de 41 anos da cerimônia. Em abril de 2019, a cantora assinou um contrato com a Sony Music como uma compositora oficial. Thirlwall já foi responsável por escrever canções para artistas como Britney Spears, Billy Porter, e para o grupo sul-coreano TWICE É embaixadora da caridade Stonewall Youth Pride de Manchester, onde ajuda à apoiar pessoas LGBTQ. Em 2020 foi responsável por abrir seu próprio restaurante em sua cidade de nascimento intitulado Arbeia.
A cantora em junto do grupo conseguiu uma fortuna de aproximadamente £66.7 milhões de libras esterlinas e ficaram na lista entre as maiores celebridades mais bem pagas de seu país (por quatro anos consecutivos desde 2016) e segundo a revista inglesa Debrette elas se tornaram uma das personalidades de maior influência no Reino Unido. Ao lado do grupo, a cantora vendeu mais de 3 milhões (em 6 turnês esgotadas) de ingressos mundialmente e mais de 75 milhões de discos em todo o mundo tornando-se um dos maiores grupos femininos que mais vendeu na história e o segundo grupo feminino britânico de mais sucesso do Reino Unido atrás apenas das Spice Girls.
Sua estreia solo ocorreu no ano de 2024 em 19 de julho com o single intitulado Angel of My Dreams alcançando a posiçao número 7 na UK Singles Charts e ganhando aclamação crítica e sua primeira indicação no Brit Awards 2025. Além de seu trabalho solo, ela co-escreveu canções para vários artistas através de seu contrato de publicação com a Sony/ATV Music. Conhecida por seu ativismo político e social, ela é defensora dos direitos LGBTQ+ e embaixadora de Stonewall. Seu envolvimento com trabalhos de caridade lhe rendeu o Gay Times Honor for Allyship em 2021.

## Biografia
Thirlwall nasceu em South Shields, Tyne and Wear, em 26 de dezembro de 1992. É filha de Norma Badwi e James Thirlwall e tem um irmão mais velho chamado Karl Thirlwall. Ela é egípcia e iemenita do lado materno e inglesa do lado paterno. Jade começou a cantar aos 3 anos de idade, até que aos 15, entrou para a academia de dança Steps Dance & Fitness em South Shields, Tyne & Wear, onde seu instrutor de dança era Pam Eglintine, que disse: "Jade sempre foi uma boa cantora e trabalha muito duro em tudo o que faz. Jade é um tipo de menina bastante tranquila. Como ela evoluiu na dança, eu sabia que ela ia ser uma estrela, porque ela tem uma habilidade natural... Ela tem uma voz incrível. Mesmo sendo tão jovem, ela tinha uma voz forte".
Aos 9 anos, Jade juntou-se a "Performers' Stage School", uma escola de artistas em South Shields, Tyne & Wear. Quando ela tinha 13 anos, no 9° da St Wilfrid's Community College, uma escola secundária de South Shields, Jade foi convidada para cantar na assembleia da escola e se juntou ao coro. Delia McNally, professora de Jade na St Wilfrid's, recordou, "Jade se apresentou muitas vezes na escola e cantou no nosso concerto tsunami relief em apoio ao World Challenge" Jade se lembra, "Eu fiz pouco peças escolares e musicais" A partir de 16 anos, Jade se apresentou em pubs e clubes. A mãe de Jade, Norma, disse, "Jade fez um show e ela convidou Joe (McElderry, ganhador dor X Factor 2009) para cantar com ela. Eles também cantaram em festivais e shows de caridade."

## Carreira

### 2008–2022: Início de carreira e Little Mix

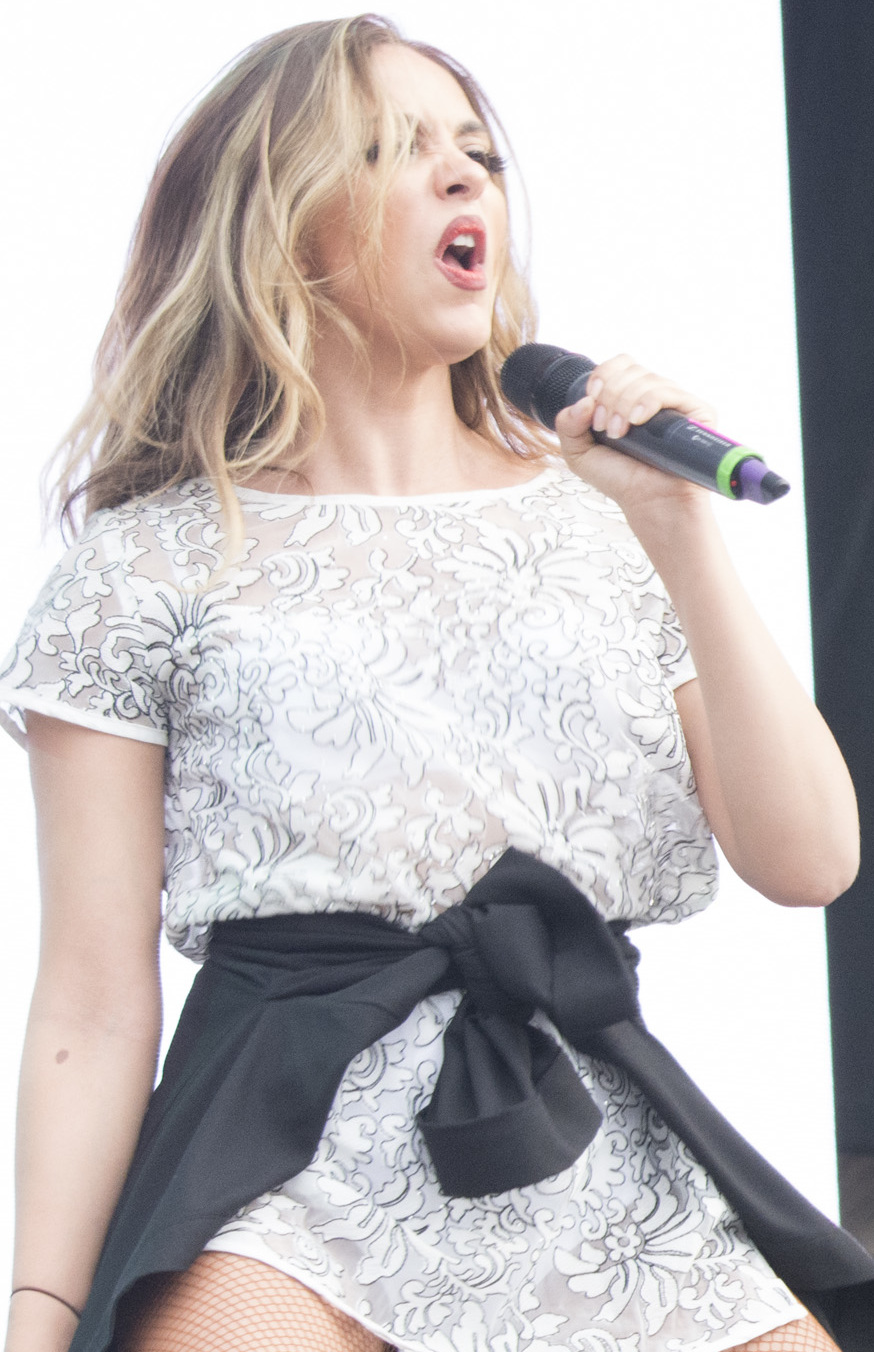
Thirlwall em 2015.

Thirlwall já havia participado do The X Factor antes, em 2008 e 2010. Em 2008, quando tinha 15 anos, cantou "Where Do Broken Hearts Go" de Whitney Houston em sua audição porém não passou do bootcamp. E a segunda em 2010 mas não conseguiu passar na Casa dos Juízes. Em sua terceira aparição em 2011, aos 19 anos cantou "I Wanna Hold Your Hand" dos Beatles. Jade, Jesy, Leigh Anne e Perrie não conseguiram passar da primeira fase do bootcamp. As meninas foram todas selecionadas a partir de audições individuais mas nenhuma passou, então os juízes decidiram dar uma chance a elas na categoria de grupo, onde Jesy e Perrie ficaram no grupo Faux Pas e Jade e Leigh-Anne no grupo Orion. Nenhum dos grupos conseguiu passar da casa dos juízes. No entanto, uma decisão de última hora foi tomada por Kelly Rowland e foram selecionados duas integrantes de ambos os grupos e colocados em um terceiro conjunto, com o nome de Rhythmix. Algumas semanas na competição executivos do X-Factor disseram a elas sobre os direitos autorais ao nome "Rhythmix" e vieram a descobrir que o nome já tinha sido registrado e que era de uma caridade. As meninas, então, decidiram mudar o nome do grupo para evitar qualquer confusão futura  com uma instituição de caridade.
Jade, ao lado das outras meninas fizeram história no programa como a primeira banda feminina a passar mais de 5 semanas na competição. Em dezembro de 2011, Little Mix se tornou a primeira banda, em 8 anos de competição a vencer o  The X Factor, que foi seguido pelo lançamento do single "Cannonball" que atingiu a posição #1 em 3 países diferentes incluindo o Reino Unido. Little Mix lançou seu primeiro álbum de estúdio, DNA, em 2012, com quatro singles, Wings, DNA, Change Your Life e How Ya Doin'?. Com Wings sendo número um na UK Singles Charts. Em 31 de maio de 2012, foi anunciado que elas iriam lançar uma autobiografia, que foi lançada em 31 de agosto, intitulada "Ready to Fly" (publicado dia 25 de julho de 2012). Seu segundo álbum de estúdio, Salute, foi lançado em 2013, com três singles: Move, Little Me e Salute. Em 2015, Little Mix lançou seu terceiro álbum de estúdio, Get Weird. No início de 2016, a turnê The Get Weird Tour estreou, tendo sido finalizada apenas no final daquele mesmo ano. Em novembro de 2016 o grupo lançou seu quarto álbum de estúdio intitulado Glory Days tendo quatro singles sendo estes Shout Out to My Ex, Touch, No More Sad Songs que foi anunciado oficialmente dia 3 de março de 2017 e Power.

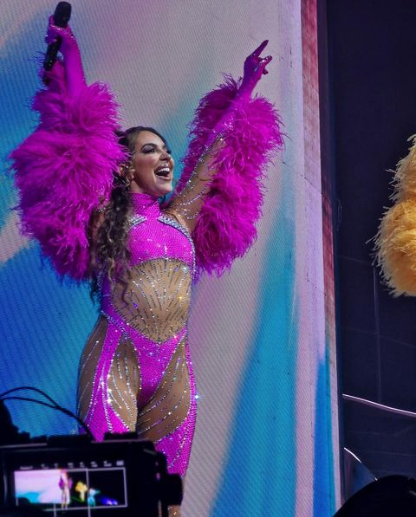
Thirlwall em 2022.

O último single lançado do álbum foi Power em parceria com Stormzy lançado oficialmente para o dia 14 de maio finalizando o álbum com Reggéaton Lento (remix) ao lado de CNCO. A nova música Only You foi lançada em parceria com o trio norte-americano Cheat Codes em 2018.
Em novembro do mesmo ano, a girl band lança seu quinto álbum LM5 com apenas dois singles sendo servidos sendo estes: Woman Like Me (com Nicki Minaj) e Think About Us. Ao lado do grupo a cantora vendeu cerca de 75 milhões de álbuns e singles. Em 14 junho de 2019 o Little Mix lança "Bounce Back" como novo single. Logo após, LM5: The Tour é iniciado terminando em novembro de 2019. No mesmo mês, Little Mix lança seu primeiro natalino One I've Been Missing. Em outubro de 2020, a cantora junto da banda lança o novo single Sweet Melody de seu sexto álbum de estúdio Confetti, conseguindo atingir a posição número um na UK Singles Charts fazendo deste seu quinto número um na parada britânica. No mesmo ano o grupo anuncia o single Heartbreak Anthem em colaboração com Galantis e David Guetta.
Em julho de 2021 o trio lança Kiss My Uh-Oh com Anne Marie. Logo após, elas anunciam um álbum inédito com coletâneas e novas músicas em comemoração aos 10 anos de carreira. Seu último single e primeira faixa do álbum Beetwen Us, Love (Sweet Love) é lançado em todas as plataformas digitais. Logo após é anunciado um single inédito do álbum intitulado Cut You Off. Mais tarde é creditado mais três canções no álbum de coletâneas sendo estes No, Trash e Between Us. Em dezembro de 2021 o trio anuncia que após sua turnê, a The Confetti Tour, elas darão uma pausa temporária para focarem em suas carreiras solos.

### 2019–presente: Contrato com a RCA Records e primeiro álbum de estúdio
Em novembro de 2021 a cantora estaria entrando em acordo com a gravadora Atlantic Records para sua carreira individual. Em parceria com sua produtora de longa-data Kamille, Thirlwall participou do videoclipe Mirrors Mirrors. A cantora participou da terceira temporada do RuPaul Drag's Race versão do Reino Unido em 2019 ao lado de Geri Halliwell Em 2022 a cantora participou novamente do programa num quadro especial. Thirlwall também participou do vídeoclipe de seu namorado Jordan Stephens em fevereiro de 2022. Em abril do mesmo ano  a compositora assina um contrato oficial com a RCA Records, onde a cantora abandonará seu sobrenome para seu novo nome artístico.

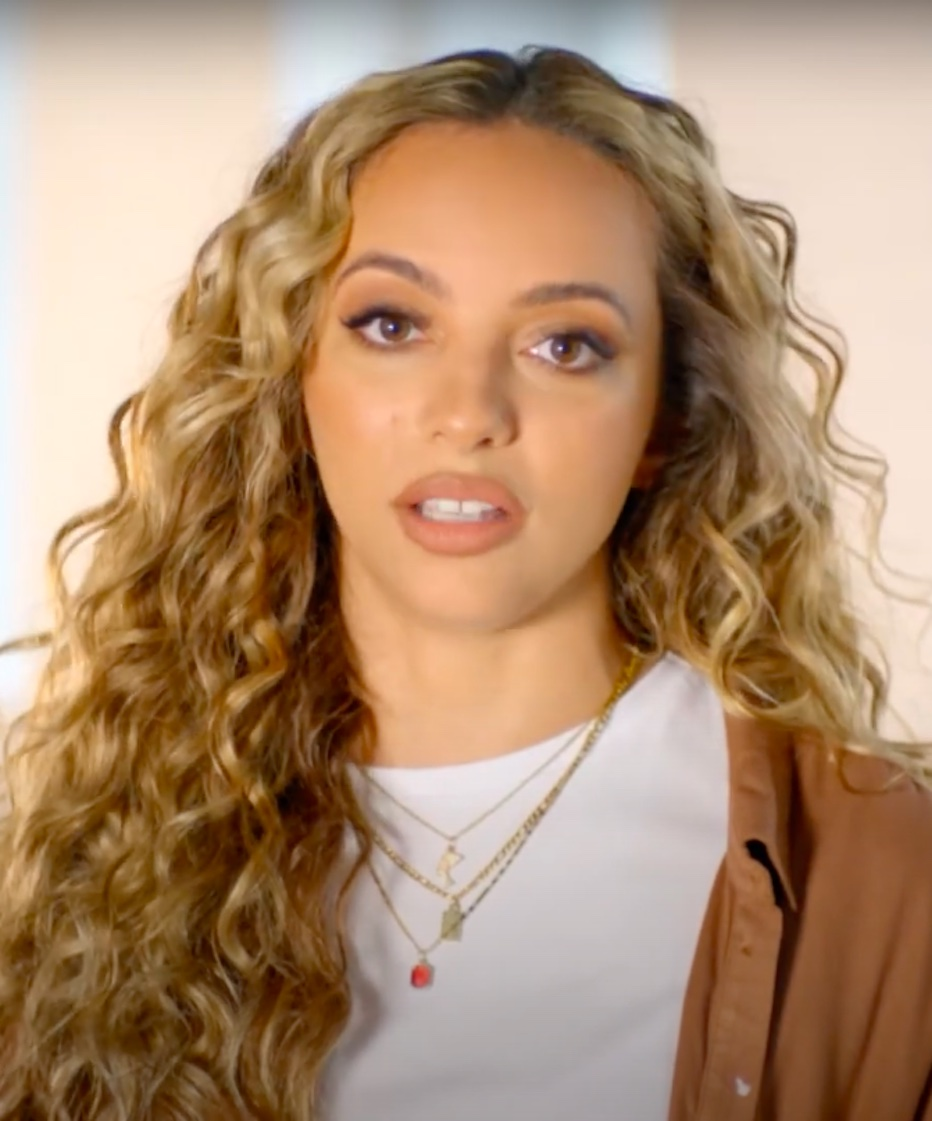
Thirwall em 2020

Em maio de 2022, Thirlwall contribuiu para o livro de Sink the Pink intitulado Sink the Pink's Manifesto for Misfits, escrevendo sobre suas experiências com bullying, anorexia e seus problemas de identidade por causa de sua raça mista.Em 24 de junho, ela co-escreveu uma faixa para o álbum de estreia de Nayeon, Im Nayeon, marcando a segunda vez que trabalhou com a artista depois de contribuir para o álbum Taste of Love do Twice em 2021.Em novembro de 2022, Thirlwall apareceu pela primeira vez na lista dos ricos "Reino Unido e Irlanda 30 com menos de 30" da revista Heat, com um patrimônio líquido estimado em £17,5 milhões de libras.
No dia 02 de julho de 2024, Jade anuncia em suas redes sociais seu primeiro single solo e o retrata como uma música "frankenstein", com uma mistura de ritmos e dividida em três atos. Sendo a última integrante do Little Mix a lançar algo solo, Jade atraiu a atenção de várias mídias de muitos países ao redor do mundo.

Em 19 de julho de 2024 a cantora estreou seu primeiro single como artista solo intitulado Angel Of My Dreams, contendo uma interpolação de Puppet on a String. No mesmo dia, o clipe foi lançado no Youtube, chamando a atenção por uma abordagem direta e lúdica sobre como as mulheres são vistas na industria, com uma história de três versões diferentes de Jade, cada uma substituída por outra ao longo do vídeo. Na festa de lançamento da canção, Jade apresentou um trecho de uma nova música apelidada pelos fãs como "It Girl", postando o trecho no Youtube na mesma semana e apagando poucos minutos depois. Após o trecho viralizar, Jade revelou que o nome da música é na verdade That's Showbiz, Baby e que será lançada em breve. Angel Of My dreams estreou no top 10 de vários países ao redor do mundo e a posição número 7 na UK Single Charts além de outros países como Irlanda, Nova Zelândia, Lituânia e Estônia.. 

Thirlwall em 2024

A compositora compareceu aos Estados Unidos nas cidades de Los Angeles e Nova York, enquanto no Brasil ela esteve em São Paulo para promover sua música.Ela apareceu na boate Zig onde se encontrou com Pabllo Vitttar e Urias, onde aproveitou para tocar um trecho da inédita Midnight Cowboy Logo mais tarde, ela lançou sua primeira apresentação da canção em seu canal do YouTube sendo esta uma versão melodramática que foi mais tarde aclamada por críticos e elogiada pela cantora norte-americana Kesha, além de uma versão funk MTG em parceria com o DJ brasileiro SMU. Thirlwall foi capa de revistas como Poleyster Magazine e Beat, e afirmou em entrevista que seu álbum de estúdio poderá estrear em 2025.
Em 25 de setembro a cantora anunciou em suas redes sociais o single promocional surpresa Midnight Cowboy, alegando ser um presente para os fãs enquanto prepara o caminho para o álbum. A faixa foi co-escrita por Raye e lançada no mesmo dia, chamando atenção por suas referências de "house" e "disco" e com uma letra provocante e sexy. A música ainda apresenta a narração do ator Ncuti Gatwa, que também divulgou e aclamou a música em suas redes sociais. Junto com o single promocional, Jade também compartilhou um visualizer no Youtube, dirigido por Fa & Fon, o clipe abre com o retorno de um personagem que ela interpretou em seu videoclipe “Angel of My Dreams”. Enquanto ela tira sua peruca vermelha, óculos escuros e jaqueta de couro, Jade dança em um piso de fontes de água enquanto as câmeras dos paparazzi piscam. Na contagem regressiva para o clipe no Youtube, um teaser com a frase "Fantasy is coming" apareceu na introdução do vídeo, seguido por uma nova prévia de That's Showbiz, Baby, dando a entender que as músicas serão lançadas em breve.
No dia 26 de setembro, apenas um dia depois do lançamento de Midnight Cowboy, Jade libera em suas redes sociais um teaser do seu próximo single Fantasy.Mais tarde a canção Angel of My Dreams ganha certificado de prata pela BPI e é indicada como Canção do Ano e, como artista solo, ganha sua primeira indicação como artista individual na categoria Pop Act no Brit Awards de 2025. Ela também se apresentará na cerimônia.

## Vida pessoal
Quando nova, Thirlwall sofreu de anorexia nervosa e depressão quando ela tinha apenas 13 anos de idade. A cantora passou a notar os problemas causados pela anorexia aos 13 anos. De acordo com a postagem no Twitter, o transtorno teria se desenvolvido por conta de bullying e racismo quando ela estava no colégio. Graças ao tratamento realizado em uma clínica especializada, Jade conseguiu se livrar da anorexia antes de terminar o ensino médio. "Eu me sentia tão deprimida, que havia momentos em que eu queria apenas desaparecer". Já namorou o dançarino Sam Craske do grupo Diversity. Eles terminaram no final de junho em 2014. Também  namorou Jed Elliot, baixista da banda The Struts desde 2015 mas terminaram no meio de 2019. Desde 2020 está em um relacionamento com o ator Jordan Stephens.
Jade tem um avô chamado Mohammid Badwi, mas é desconhecido onde ele nasceu. Ele se casou com Amelia Aziz nascida em 1928 em South Shields, Tyne & Wear e teve uma filha chamada Norma. Norma Badwi é a mãe de Jade, que também nasceu em South Shields, Tyne & Wear, em 1958. Ela é gerente de negócios na Laygate Primary School, em South Shields, onde Jade participou. James Thirlwall nasceu em 1961 e é também de South Shields. Ele (assim como Norma) é um gerente de negócios em uma escola comunitária. No entanto, eles se divorciaram. Karl David Thirlwall é o irmão mais velho de Jade, nascido em 1989. Ele e sua esposa Shirleen, têm três filhos. Leone, seu primeiro filha, nascida em 2004. Karl David Jr., seu único filho, nascido em abril de 2012, e Amara Jade Elizabeth Thirlwall, nomeada em homenagem a Jade, nascida em 2016.

Sobre sua aceitação de descendência árabe ela disse:
Quando eu era jovem, eu nunca sabia onde eu me encaixava. Eu ainda não sei quais caixas eu marquei: eu não estava de acordo com os ideais normais de gênero do que uma mulher deveria ser, e eu acho que sendo mestiça eu nunca fui negra o suficiente para estar na comunidade negra, nunca branco o suficiente para ser branca, nunca árabe o suficiente para estar naquela comunidade. Bullies [bullying], você viu isso. Vocês me intimidaram muito durante toda a minha infância e adolescência, e por causa disso, eu sempre fui insegura. Quando eu tinha cerca de treze anos, desenvolvi um distúrbio alimentar. Quando todo o resto estava fora de controle, a anorexia era uma maneira de sentir que tinha algo que eu poderia controlar. No momento em que percebi que não precisava de um termo para quem ou o que sou, me senti mais livre. Agora aprendi a não ouvir a voz da auto-crítica na minha cabeça, aquela que repete todas as palavras horríveis. Se estou me sentindo um pouco mal, eu sei que quanto mais eu me digo coisas positivas, mais tudo entra e aquece meu coração. Quando vejo casais gays felizes ou um fã trans com uma placa dizendo: 'Você me ajudou'. Eu posso usar minha plataforma para influenciar os outros agora; eu posso ser um exemplo para ajudar os fãs a superar suas inseguranças. Realmente não há sentimento melhor do que isso.

## Imagem pública

Thirlwall em 2024.

A cantora afirmou ter tido inspirações ao longo de sua vida, e uma de suas mais grandes foi de RuPaul. Jade tem posicionado-se diante a comunidade LGBT, defendendo e apoiando-os há alguns anos até os dias de hoje. Thirlwall tem participado de vários movimentos civis ao lado de seus amigos assumidos homossexuais e sob ativismo político e atividade cultural, incluindo marchas de rua, de derivados grupos. A compositora declarou suporte extremo à LGBT incluindo todos os direitos iguais tanto quanto causas sociais.
Jade tem feito muitas participações em filantropismo. Isso incluindo doações para várias instituições de caridades em Londres e nas caridades de sua cidade natal, South Shields no nordeste da Inglaterra. Em seu aniversário de 25 anos a cantora doou todos seus sapatos arrecadando grandes euros. Todos os anos Thirlwall comemora seu aniversário em muitas instituições de caridade de Londres ajudando crianças, jovens, adultos e idosos em estado terminal ou fazendo quimioterapia e tratamentos contra o câncer, o mais típico dentre eles sendo a leucemia. Atualmente é embaixadora da Stonewall.
Ela é conhecida por suas análises políticas e ativismo social, defendendo os direitos LGBTQ+ e Black Lives Matter e contra a terapia de conversão de transgêneros no Reino Unido. Em maio de 2014, ela doou uma coleção de roupas, e todos os recursos foram destinados aos moradores de rua.Em 2017, Thirlwall doou outra coleção de suas roupas para ajudar a arrecadar dinheiro para o Cancer Connections. No mesmo ano, ela ajudou a arrecadar dinheiro para Stonewall em sua festa de 25 anos com tema drag.Em 2019, Thirlwall e Michelle Visage arrecadaram £ 10.000 para o Mermaids UK e, no mesmo ano, ela escalou o Monte Kilimanjaro para arrecadar fundos para o Red Nose Day da Comic Relief com Leigh-Anne Pinnock e outras celebridades britânicas.
Em julho de 2020, ela criticou a L'Oréal por não apoiar a comunidade negra trans após o tratamento dispensado à modelo Munroe Bergdorf.Em 2020, ela criticou a mídia depois que jornalistas a confundiram com a integrante da banda Leigh-Anne Pinnock. Um jornalista usou uma imagem de Pinnock em um artigo focado em Thirlwall. Na entrevista ela revelou que os jornalistas costumam confundir a dupla durante as entrevistas e que os fotógrafos costumam gritar o nome de Pinnock para ela sempre que ela participa de eventos.Em novembro de 2023, Thirlwall expressou apoio ao povo palestino e apelou a um cessar-fogo na guerra Israel-Hamas de 2023.

## Características musicais
Thirlwall considera RuPaul e Diana Ross suas maiores influências.O som de Thirwall foi descrito como uma combinação de pop, R&B e dance-pop com influências de outros gêneros, incluindo house tropical, pop latino e música eletrônica.Ela cresceu ouvindo música da Motown, com seu avô tocando música árabe para ela quando criança. Ela cita Diana Ross e Janet Jackson como uma influência musical e também expressou seu amor por Drag Culture, Drag Queens e é fã de RuPaul.

## Prêmios e indicações
| Ano  | Cerimônia                | Categoria                    | Nomeação                    | Resultado | Ref.            |
| ---- | ------------------------ | ---------------------------- | --------------------------- | --------- | --------------- |
| 2017 | BBC Radio 1 Teen Awards  | Most Entertaining Celebrity  | Ela mesma                   | Indicado  | [ 109 ]         |
| 2019 | Celeb Mix Awards         | Philanthropist of The Year   | Ela mesma                   | Indicado  | [ 110 ]         |
| 2020 | PLT Awards               | LGBTQ Influencer of the Year | Ela mesma                   | Indicado  | [ 111 ] [ 112 ] |
| 2020 | Ethnicity Awards         | Equality Award               | Ela mesma                   | Venceu    | [ 113 ]         |
| 2020 | Ethnicity Awards         | Inspirational Personality    | Ela mesma                   | Indicado  | [ 114 ]         |
| 2021 | Broadcast Digital Awards | Best Short-Form Format       | Served! with Jade Thirlwall | Indicado  | [ 115 ]         |
| 2021 | Gay Times Honours        | Allyship                     | Ela mesma                   | Venceu    | [ 116 ]         |
| 2022 | British LGBT Awards      | Celebrity Ally               | Ela mesma                   | Venceu    | [ 117 ]         |
| 2025 | Brit Awards              | Best Pop Act                 | Ela mesma                   | Venceu    |                 |

| Publicador            | Ano  | Lista                                     | Lugar | Ref.    |
| --------------------- | ---- | ----------------------------------------- | ----- | ------- |
| The Guardian          | 2019 | Best girl group members                   | 11th  | [ 118 ] |
| Heat magazine         | 2022 | UK and Ireland 30 under 30 Rich List      | 15th  | [ 119 ] |
| Cosmopolitan Magazine | 2023 | UK and Ireland 30 under 30 rich list 2023 | 11th  | [ 120 ] |

## Filmografia
| Ano  | Título                                  | Papel            | Notas                               | Ref.    |
| ---- | --------------------------------------- | ---------------- | ----------------------------------- | ------- |
| 2011 | The X Factor                            | Contestante      | Vencedora,                          | [ 121 ] |
| 2012 | Styled to Rock                          | Jurada           | Temporada 1, episódio 3             | [ 122 ] |
| 2017 | Glory Days: The Documentary             | Ela mesma        | Documentário                        | [ 123 ] |
| 2019 | Jesy Nelson: Odd One Out                | Ela mesma        | Documentário                        | [ 124 ] |
| 2019 | RuPaul's Drag Race UK                   | Jurada convidada | Episode: "Girl Group Battle Royale" | [ 125 ] |
| 2019 | Celebrity Gogglebox                     | Ela mesma        | Episódio um.                        | [ 126 ] |
| 2019 | Eat In with Little Mix                  | Ela mesma        | Web series                          | [ 127 ] |
| 2019 | Alan Carr's Celebrity Re-play           | Ela mesma        | Convidada especial                  | [ 128 ] |
| 2020 | How's Your Head, Hun?                   | Ela mesma        | Convidada                           | [ 129 ] |
| 2020 | Served!                                 | Apresentadora    | Web série, MTV                      | [ 130 ] |
| 2020 | Little Mix: A Busca                     | Jurada           | Reality musical                     | [ 131 ] |
| 2020 | One World: Together at Home             | Ela mesma        | Especial de televisão               | [ 132 ] |
| 2020 | 2020 MTV Europe Music Awards            | Apresentadora    | Apresentou-se na cerimônia.         | [ 133 ] |
| 2020 | How To Be Anne-Marie                    | Ela mesma        | Documentário                        | [ 134 ] |
| 2020 | LM5: The Tour Film                      | Ela mesma        | Filme da turnê                      | [ 135 ] |
| 2020 | Chicken Shop Date                       | Ela mesma        | Web Series                          | [ 136 ] |
| 2021 | The Great Stand Up to Cancer Bake Off   | Ela mesma        | 4 temporada, episódios 4, vencedora | [ 137 ] |
| 2021 | Since September: The Empty Seats Tour   | Ela mesma        | BBC Web Series, Episode 1           | [ 138 ] |
| 2021 | Leigh-Anne: Race, Pop and Power         | Ela mesma        | Documentário                        | [ 139 ] |
| 2022 | Never Mind the Buzzcocks                | Ela mesma        | Temporada 29, 1 episódio            | [ 140 ] |
| 2022 | RuPaul's Drag Race: UK Versus the World | Ela mesma        | Jurada convidada                    | [ 141 ] |
| 2022 | Mood                                    | Jade             | Aparição especial                   | [ 142 ] |

## Discografia

### Álbuns de estúdio
- That's Showbiz Baby (2025)

## Créditos de composição
| Ano  | Título                     | Artista        | Álbum     | Notas         |
| ---- | -------------------------- | -------------- | --------- | ------------- |
| 2012 | "Wings"                    | Little Mix     | DNA       | Co-compositor |
| 2012 | "DNA"                      | Little Mix     | DNA       | Co-compositor |
| 2012 | "Stereo Soldier"           | Little Mix     | DNA       | Co-compositor |
| 2012 | "How Ya Doin'?"            | Little Mix     | DNA       | Co-compositor |
| 2012 | "Going Nowhere"            | Little Mix     | DNA       | Co-compositor |
| 2012 | "Case Closed"              | Little Mix     | DNA       | Co-compositor |
| 2012 | "Love Drunk"               | Little Mix     | DNA       | Co-compositor |
| 2013 | "Salute"                   | Little Mix     | Salute    | Co-compositor |
| 2013 | "Move"                     | Little Mix     | Salute    | Co-compositor |
| 2013 | "Little Me"                | Little Mix     | Salute    | Co-compositor |
| 2013 | "Nothing Feels Like You"   | Little Mix     | Salute    | Co-compositor |
| 2013 | "Competition"              | Little Mix     | Salute    | Co-compositor |
| 2013 | "These Four Walls"         | Little Mix     | Salute    | Co-compositor |
| 2013 | "About The Boy"            | Little Mix     | Salute    | Co-compositor |
| 2013 | "Good Enough"              | Little Mix     | Salute    | Co-compositor |
| 2013 | "A Different Beat"         | Little Mix     | Salute    | Co-compositor |
| 2013 | "They Just Don't Know You" | Little Mix     | Salute    | Co-compositor |
| 2013 | "Stand Down"               | Little Mix     | Salute    | Co-compositor |
| 2014 | "Pretty Girls              | Britney Spears | single    | Co-compositor |
| 2015 | "Grown"                    | "Little Mix    | Get Weird | Co-compositor |
| 2015 | "I Love You"               | "Little Mix    | Get Weird | Co-compositor |
| 2015 | "OMG"                      | "Little Mix    | Get Weird | Co-compositor |
| 2015 | "A.D.I.D.A.S"              | "Little Mix    | Get Weird | Co-compositor |
| 2015 | "Lightning"                | "Little Mix    | Get Weird | Co-compositor |
| 2015 | "I Won't"                  | "Little Mix    | Get Weird | Co-compositor |
| 2015 | "Clued Up"                 | "Little Mix    | Get Weird | Co-compositor |